# Adetus mucoreus
Adetus mucoreus är en skalbaggsart som beskrevs av Bates 1885. Adetus mucoreus ingår i släktet Adetus och familjen långhorningar.
Artens utbredningsområde är:
- Costa Rica.
- Panama.

Inga underarter finns listade i Catalogue of Life.